# Arianism
Arianism är en teologisk lära som förnekar Kristi gudom. Den härrör från presbytern Arius från Alexandria (cirka 260–336). Arianismen utgår från kristendom, men ses av de stora kristna samfunden som kättersk.

## Teologi
Enligt arianismen är Sonen (Jesus Kristus) ett skapat väsen, den första och högsta av alla skapade varelser, men inte Gud. Det har enligt arianismen funnits en tid när Guds Son ännu inte skapats. Fadern (Gud) har skapat Sonen ur intet, senare än vid tidens början. Även om Sonen är Faderns fullkomligaste verk är de väsensskilda och Guds Son kallas Son endast i samma mening som människorna kallas Guds folk. På samma sätt är Den Helige Ande Faderns näst fullkomligaste verk. Fadern anses alltså ensam vara störst. Treenighetsbegreppet är således, inom arianismen, ett falskt och hädiskt sätt att beskriva Gud. Bibelverser såsom Joh. 14:28 och Joh. 17:20-26, där Jesus ber "Jag ber att de alla skall vara ett, och att såsom du, Fader, är i mig och jag i dig, också de skall vara i oss," menade Arius demonstrerar att enheten hänvisar till tanke och vilja, och inte en fysisk treenighet.

## Den teologiska striden
Nuförtiden betraktas arianismen av de dominerande kyrkorna som kätteri. Att så skulle bli fallet var dock inte givet på den tid då dessa lärostrider rasade intensivt. Arianismen hade tidvis stora framgångar men fördömdes av biskop Alexander av Alexandria år 319 och därefter vid kyrkomötet i Nicaea år 325, där man fastslog att Guds son har samma gudomlighet som Fadern.  Arianerna förvisades och uteslöts inledningsvis, men kejsar Konstantin den store upphävde fördömandet redan 327. Kejsar Constantius II gjorde på 340-talet arianismen till en dogm i imperiets statsreligion. Men biskop Alexander och hans efterträdare Athanasius vägrade att återuppta Arius i kyrkan. Efter årtionden av förbittrade uppgörelser mellan Arius och Athanasius anhängare, "den arianska striden", fördömdes arianismen vid Första konciliet i Konstantinopel 381.
Det nästan helt och hållet arianskt sinnade Konstantinopel tvingades nu i en handvändning bli katolskt, och den arianske biskopen blev tvungen att lämna staden. Arianerna och andra kättare fråntogs sina kyrkor och genom svåra straff, såsom landsflykt och konfiskation, omöjliggjorde man all gemensam gudstjänst för sekterna. De fördrivna arianerna fann dock en tillflyktsort hos goterna, som under det föregående arianska kejsarväldet delvis blivit arianer, och på detta sätt fick arianismen ökad spridning bland goterna och indirekt genom dem till stammar boende bortom dem. Detta sakförhållande kom att i hög grad skärpa det fientliga förhållandet mellan de katolska romarna och de arianska germanerna.

## Senare inflytande

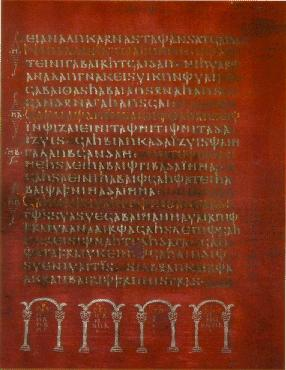
Silverbibeln,
Codex Argenteus.

Eftersom Wulfila, goternas förste biskop, var arian fick arianismen stor spridning bland germanfolken, som länge höll fast vid läran. Vid synoden i Toledo 589 bekände sig visigoterna till den romersk-katolska läran, men bland langobarderna kvarlevde arianismen till år 728.
Fysikern Isaac Newton (som bland annat utvecklade teori och matematik för gravitationen) var ursprungligen anglikan, men förkastade senare treenighetsläran och såg Jesus och Den Helige ande som skapelser av en överlägsen Gud. Formellt fastnade han för den arianism som existerade som en gren i kristendomens tidigaste historia.
Nutida arianska rörelser är bland andra Jehovas vittnen och Antroposofiska Sällskapet. Jehovas vittnen ser sig dock inte som några arianister.
Den unitariska rörelsen står däremot för en lära som inte ska förväxlas med arianism, även om bägge är antitrinitariska.